# Victor-François de Broglie

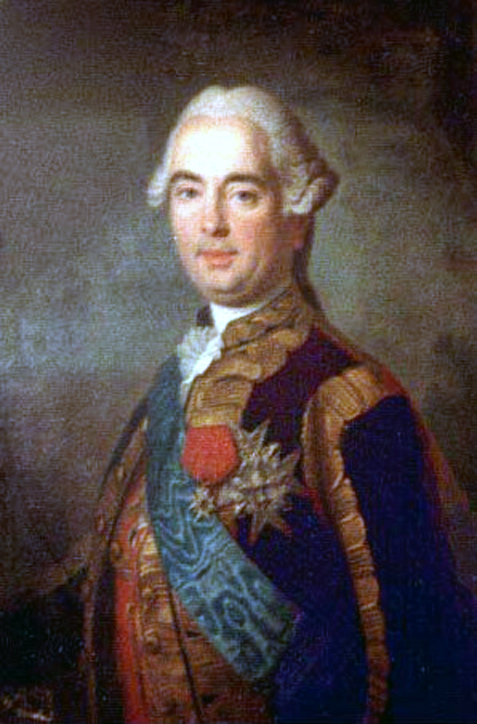
Victor-François de Broglie

Victor-François de Broglie, 2. Herzog von Broglie ([vikˈtɔʀ fʀɑ̃ˈswa də ˈbʀœj]; * 19. Oktober 1718 in Broglie; † 31. März 1804 in Münster) war ein französischer Heerführer und Staatsmann. Er war einer von nur sieben Generalmarschällen von Frankreich.

## Leben
Victor-François de Broglie wurde als Sohn von François-Marie de Broglie und dessen Frau Thérese Locquet de Granville geboren. 1734 kämpfte er unter dem Befehl seines Vaters in Italien in der Schlacht bei Parma und der Schlacht bei Guastalla sowie im österreichischen Erbfolgekrieg in Böhmen, Bayern und am Rhein und stieg zum Maréchal de camp auf.
Nach dem Tod seines Vaters folgte er diesem als Herzog und machte im Siebenjährigen Krieg unter Marschall d’Estrées die Schlacht bei Hastenbeck und unter Soubise die Schlacht bei Roßbach mit, kommandierte dann in Hessen, eroberte Kassel (1758), siegte über die Hessen im Gefecht bei Sandershausen, wurde Kommandant in Frankfurt am Main und schlug den Herzog Ferdinand von Braunschweig am 13. April 1759 bei Bergen, wofür er vom Kaiser zum deutschen Reichsfürsten erhoben wurde.
Hierauf nahm er Minden, bahnte sich den Weg nach Hannover und wurde nach der Niederlage des Marschalls Contades in der Schlacht bei Minden (August 1759) an dessen Stelle zum Oberbefehlshaber und am 16. Dezember 1759 zum Marschall von Frankreich ernannt.
Er hielt sich in den nächsten Jahren erfolgreich und bewährte sich als der tüchtigste Feldherr der Franzosen im Siebenjährigen Krieg. Dabei schreckte er nicht vor großen Zerstörungen zurück, wie etwa in Hersfeld. Doch dann geriet er in Streit mit dem neben ihm kommandierenden Fürsten von Soubise und wurde unter Verweis auf einige verlorene Gefechte infolge von Hofintrigen der Marquise de Pompadour 1762 seines Kommandos enthoben und auf seine Güter verbannt. 1764 erhielt er das Generalgouvernement von Metz und Lothringen (→ Provinz Trois-Évêchés).
1789 zum Maréchal général des camps et armées du roi und beim Ausbruch der Revolution zum Kriegsminister ernannt, befehligte er die zwischen Paris und Versailles zusammengezogenen Truppen, nach deren Abfall er emigrierte. 1792 übernahm er den Oberbefehl über die Armee der Brüder des Königs, wurde nach Ludwigs XVI. Hinrichtung Mitglied des Regentschaftsrats des sogen. auswärtigen Frankreich, errichtete 1794 ein Korps im Dienste Englands und trat nach dessen Auflösung 1797 mit dem Rang eines Feldmarschalls in russische Dienste, blieb jedoch außer Aktivität. Im Laufe seines Exils hielt er sich in verschiedenen Städten Deutschlands und in Russland auf, zuletzt in Münster in Westfalen.
Die Konsularregierung lud ihn 1804 zur Rückkehr nach Frankreich ein, doch lehnte er dies mit Verweis auf sein Alter ab. Er starb im selben Jahr in Münster und wurde im Chor der Kirche St. Lamberti beigesetzt. Er hatte vorher eine Rückführung seines Leichnams nach Frankreich abgelehnt. Erbe des Herzogstitels war sein Enkel Achille-Léon-Victor de Broglie. Nach einer Überführung des Sarges von der Kartause in Dülmen nach Frankreich wurden die Gebeine am 24. September 1976 in der Kirche Saint-Martin im Geburtsort Broglie endgültig bestattet. Die bronzene Grabplatte aus der Lamberti-Kirche mit einem langen, elogenhaften Text befindet sich im Depot des LWL-Museums für Kunst und Kultur in Münster.

## Militärischer Werdegang
- 13. Oktober 1734: Colonel im Régiment de Luxembourg
- 26. April 1742: Brigadier des armées du Roi
- 1. Mai 1745: Maréchal de camp
- 1797: Generalfeldmarschall in Russland

## Weitere Ehrungen
- 10. Mai 1748: Lieutenant-général
- 16. Dezember 1759: Maréchal de France
- Februar 1771: Gouverneur von Metz
- 1789: Maréchal général des camps et armées du roi

Lieutenant-général war kein militärischer Rang, sondern eine zivile Dienststellung, die dem Inhaber lediglich Ansehen und finanzielle Vorteile brachte.
Maréchal de France und Maréchal général des camps et armées du roi waren ebenfalls keine militärischen Ränge, sondern Standeserhöhungen für erworbene Verdienste. Die Inhaber trugen gewöhnlich keine Uniform, es gab auch keine Rangabzeichen. Es genügte ihnen, dass man im Stab und (was fast noch wichtiger war) bei Hofe wusste, wer man war.

## Ehen und Nachkommen
Victor-François de Broglie heiratete in erster Ehe 1736 Marie-Anne du Bois de Villiers (1720–1751). Die vier Söhne dieser Ehe starben bereits im Kindesalter. Seine zweite Ehefrau wurde 1752 Louise-Augustine-Salbigothon Crozat de Thiers (1733–1813), mit der er folgende Kinder hatte, die das Erwachsenenalter erreichten:
- Louise-Augustine-Thérèse (1753–1771) ⚭ 1768 Graf Louis-Etienne de Damas-Crux.
- Charlotte-Amédée-Salbigothon (1754–1795) ⚭ 1774 Graf Franz Ludwig von Helmstadt.
- Claude Victor (1756–1794) ⚭ Sophie-Rose von Rosen-Kleinroop.
- Auguste-Joseph (1762–1795), Prince de Broglie Comte de Revel ⚭ 1782 Françoise de La Brousse de Verteillac.
- Adélaide-Françoise (1764–1852) ⚭ 1782 Marquis Stanislas de Boisse.
- Charles-Louis-Victor (1765–1849), Abt von Saint-Quentin.
- Maurice (1766–1821), Bischof von Acqui und Gent.
- Aglaé-Charlotte-Marie (1771–1846) ⚭ 1788 Marquis Casimir de Murat de l’Estang.
- Victor-Amédée-Marie (1772–1851) ⚭ 1801 Charlotte-Olive-Geneviève de Montreuil.